# 156
Glej tudi: število 156
156 (CLVI) je bilo prestopno leto, ki se je po julijanskem koledarju začelo na sredo.

## Dogodki
- 1. januar

## Rojstva
- Ling, dvanajsti cesar iz kitajske dinastije Han († 189)